# Castelnuovo del Garda
Castelnuovo del Garda là một đô thị ở tỉnh Verona trong vùng Veneto của Ý, có cự ly khoảng 120 km về phía tây của Venice và khoảng 15 km về phía tây của Verona. Tại thời điểm ngày 31 tháng 12 năm 2004, đô thị này có dân số 9.988 người và diện tích là 34,7 km².
Đô thị Castelnuovo del Garda có các frazioni (các đơn vị trực thuộc, chủ yếu là các làng) Oliosi, Sandrà, và Cavalcaselle.
Castelnuovo del Garda giáp các đô thị: Bussolengo, Lazise, Peschiera del Garda, Sona, và Valeggio sul Mincio.